# Particule de calage

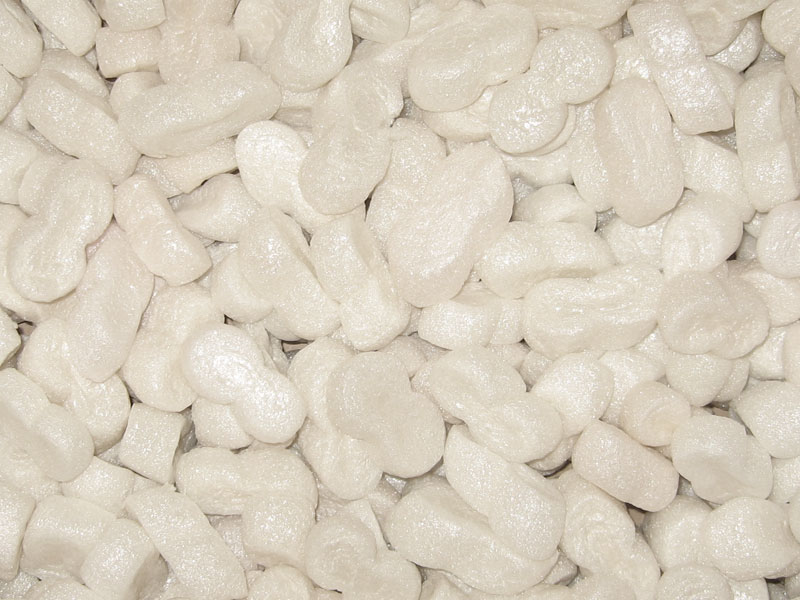
Particules de calage en polystyrène expansé

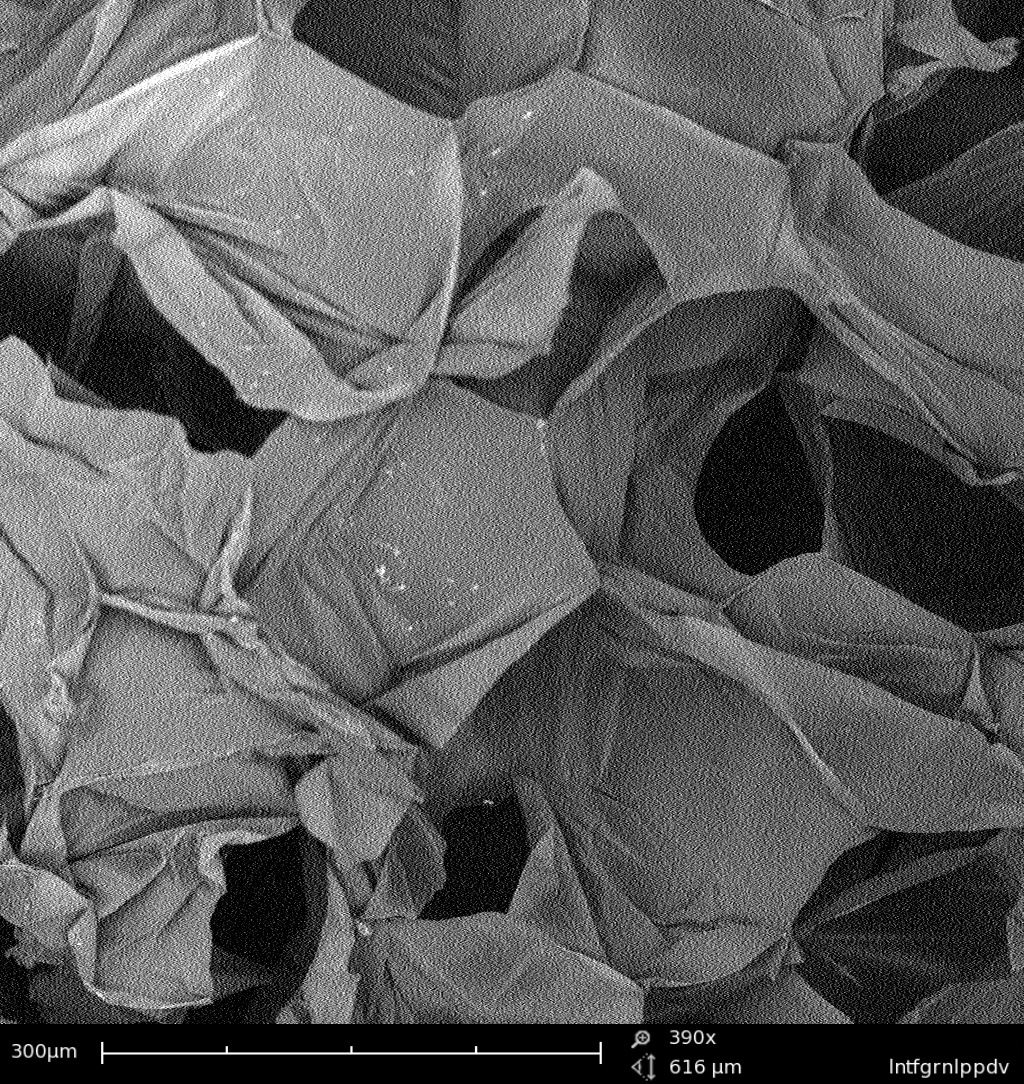
Structure interne d'une particule de calage, grossie 390 fois par microscopie électronique à balayage

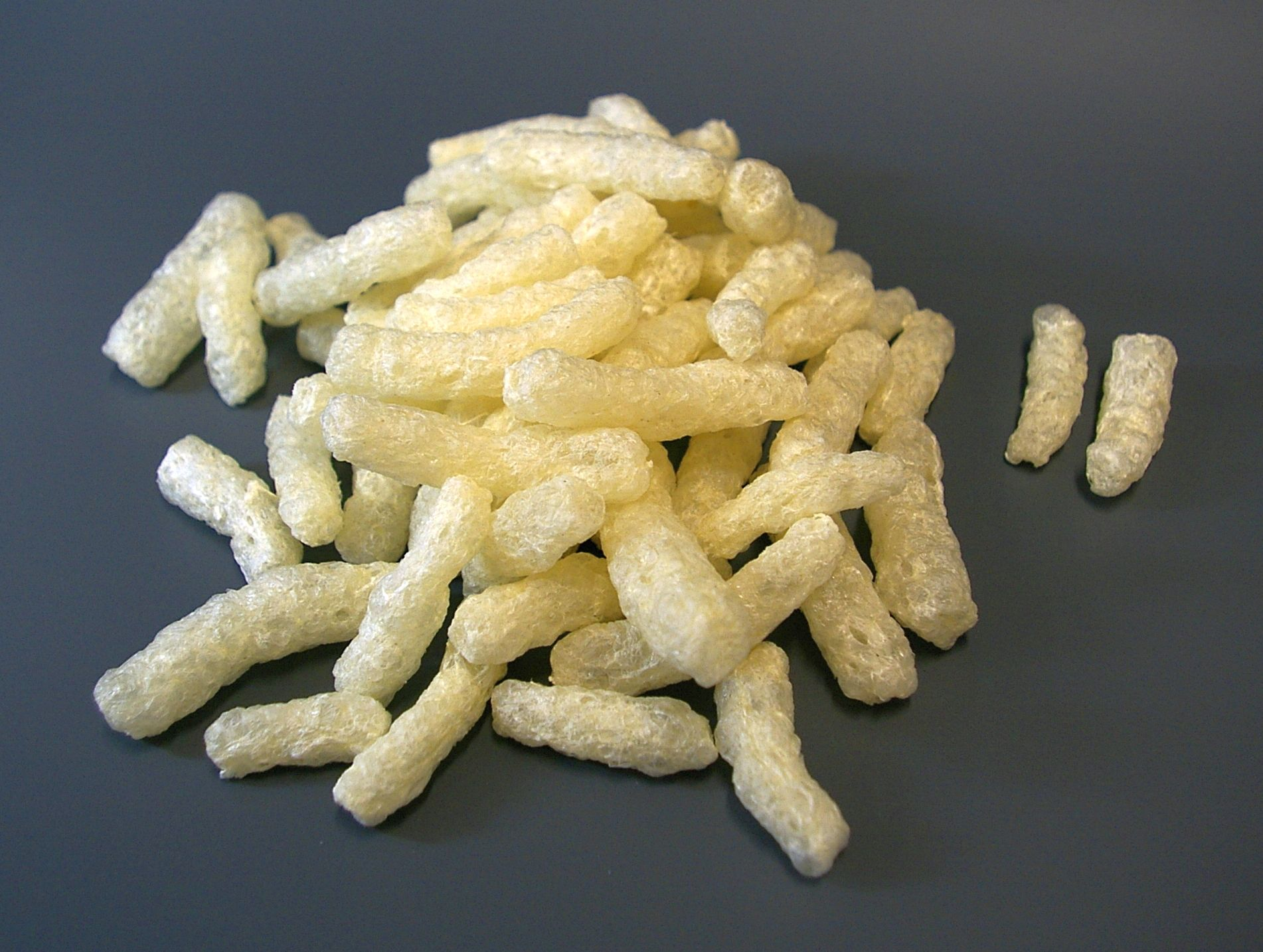
Particule de calage en amidon thermoplastique

Les particules de calage, également appelées chips de calage, sont des matériaux de calage en vrac couramment utilisées pour éviter d'endommager des objets fragiles lors de leur transport. Elles sont conçues pour s'emboîter lorsqu'elles sont compressées et pour s'écouler librement quand elles ne le sont pas. 
Les formes les plus courantes sont similaires à un demi-rond, un trèfle, un "S", un "8" ou un "M".
Elles sont fabriquées à partir de mousses de polystyrène expansé ou d'amidon. Le brevet original avait été déposé par Robert E. Holden en 1962 et avait été délivré en 1965.

## Particules de calage en polystyrène expansé
Les particules de calage en polystyrène expansé ont été développées et brevetées par Tektronix Inc. Elles ont été commercialisées vers 1965 par Dow Chemical. Fabriquées à l'origine à 100% de polystyrène vierge, des particules de calage à base de polystyrène recyclé à 100% sont disponibles dans le commerce depuis le milieu des années 1990. La couleur et la forme indiquent parfois leur composition et leur fabricant. Bien qu'il y ait quelques variations, souvent, le vert est constitué d'au moins 70% de polystyrène recyclé, le blanc d'au moins 70% de polystyrène vierge et le rose signifie qu'un agent antistatique y a été ajouté.   
Les particules de calage en polystyrène expansé peuvent être utilisées et réutilisées plusieurs fois, avec une perte de protection faible ou nulle pour le produit transporté. 
Ces particules de calage sont très légères. Leur masse volumique apparente est d'environ 3 grammes par litre. 
Les particules de calage en polystyrène expansé sont solubles dans l'acétone.   

## Particules de calage à base d'amidon
Au début des années 1990, les particules de calage à base d’amidon ont été mises au point pour offrir une alternative plus respectueuse de l’environnement. L'amidon dans les particules de calage provient de sources végétales plutôt que de polystyrène à base de pétrole et n'est pas toxique. L'une des premières marques de particules de calage biodégradables, Biofoam, est fabriquée à partir de sorgho à grains. D'autres marques sont fabriquées à partir d'amidon de maïs. 
Les particules de calage en mousse biodégradables ne contiennent aucune charge électrostatique, ce qui constitue un autre avantage par rapport au polystyrène.  
Étant biodégradables et non toxiques, ils sont également sans danger pour les humains et les animaux domestiques si elles sont ingérées accidentellement[réf. nécessaire]. Cependant, elles ne sont pas produites dans des conditions de sécurité alimentaire, et ne sont pas recommandées pour être mangées. De plus, au cours de leur procédé de fabrication, la valeur nutritive est retirée. Cela élimine les composants comestibles, tels que les sucres, qui attireraient les rongeurs et les insectes. 
Leurs principaux inconvénients par rapport au polystyrène sont une résilience moindre, une masse volumique apparente plus élevée (6,5 à 13 grammes par litre), la formation de poussière, l’attraction potentielle des rongeurs et un prix plus élevé. 
Les particules de calage à base d'amidon sont solubles dans l'eau.

## Robert E. Holden
L’invention des particules de calage est souvent attribuée à Robert E. Holden. On en sait toutefois très peu sur l’inventeur. Pour faciliter la création des particules de calage, Holden a également inventé un appareil qui aiderait à couper et à gonfler les particules plastiques grâce à un procédé de traitement à la vapeur. En introduisant des bandes de plastique dans le dispositif, l'appareil créerait la structure cellulaire de la mousse. Cela a également permis de créer les formes capables de s'emboîter mutuellement, offrant une solution de transport plus sécurisée.